# Villacisla
Villacisla es un despoblado español del municipio de Presencio, perteneciente a la provincia de Burgos, en la comunidad autónoma de Castilla y León.

## Toponimia
El nombre del lugar puede encontrarse escrito con las grafías Villacisla y Villa Azla.

## Historia
Hacia mediados del siglo XIX, el lugar, ya por entonces perteneciente a Presencio, albergaba a un ermitaño. Aparece descrito en el decimosexto y último volumen del Diccionario geográfico-estadístico-histórico de España y sus posesiones de Ultramar de Pascual Madoz con las siguientes palabras:

VILLA AZLA (Ntra. Sra. de): desp. en la prov. de Búrgos, part. jud. de Lerma; corresponde á Presencio, á cuya leg. E. se halla una pequeña elevacion y vega que continúa hasta el mismo pueblo, bañada por el r. Cogollitos. Tiene ermitaño, el cual contribuye, para sus reparos, con 200 rs. por el cultivo de algunas heredades y la habitacion que está en la misma ermita.
(Madoz, 1850, p. 96)